# Zamek Matsue
Zamek Matsue (jap. 松江城 Matsue-jō) – feudalny zamek położony w Matsue, w prefekturze Shimane, w Japonii. Nazywany "czarnym zamkiem" lub "siewkowym zamkiem" (jap. 千鳥城 Chidori-jō) jest jednym z niewielu zachowanych średniowiecznych zamków w Japonii pozostałych w pierwotnej formie drewnianej, a nie będącym nowoczesną betonową rekonstrukcją. Jest jednym ze stu zamków Japonii.
Budowa zamku Matsue zaczęła się w 1607 roku i zakończyła w 1611, za rządów lokalnego daimyō Tadauji Horio. W 1638 roku lenno i zamek przeszły w posiadanie klanu Matsudaira, młodszej gałęzi rodu Tokugawa.
Większość japońskich zamków została uszkodzona lub zniszczona przez wojny, trzęsienia ziemi lub z innych przyczyn. Ponieważ duża część ich konstrukcji była drewniana, ogień był jednym z poważniejszych zagrożeń. Zamek Matsue został zbudowany po ostatniej wielkiej wojnie feudalnej Japonii, więc nie został uszkodzony przez działania wojenne. Do dziś pozostały jednak tylko niektóre ściany i donżon.

## Historia
Zamek Matsue jest drugim co do wielkości, trzecim pod względem wysokości, a szóstym pod względem wieku wśród japońskich zamków. Został zbudowany w ciągu 5 lat przez daimyō regionu Izumo, Tadauji Horio, został ukończony w 1611 roku.
Po panowaniu Tadaharu Horio i Tadataka Kyōgoku, Naomasa Matsudaira – wnuk Ieyasu Tokugawy – stał się panem zamku, po tym jak został przeniesiony z Matsumoto w prowincji Shinshū. Nowy właściciel rozpoczął trwające przez 230 lat (10 pokoleń) rządy klanu Matsudaira.
W 1875 roku wszystkie budynki w obrębie zamku zostały zniszczone, z wyjątkiem wieży zamkowej, którą pozostawiono ze względu na naciski zainteresowanych grup. Zamek przeszedł gruntowny remont w latach 1950–1955.
Zamek ma skomplikowaną formę strażnicy. Z zewnątrz wydaje się mieć 5 kondygnacji, ale w rzeczywistości w środku znajduje się sześć poziomów. Większość murów zamku jest pomalowana na czarno. Jest to wytrzymała konstrukcja, wybudowana by sprostać oblężeniom, lecz jednocześnie wygląda majestatycznie i uroczyście, przypominając styl Momoyama.